# Odila Fernandes de Camargo
Odila Fernandes de Camargo (Porto Feliz, 11 gennaio 1950) è un'ex cestista brasiliana.

## Carriera
Con il Brasile ha disputato due edizioni dei Campionati del mondo (1971, 1975) e due dei Giochi panamericani (Cali 1971 e Città del Messico 1975).